# Оробець Стефко
Сте́фко Оробе́ць (нар. 1956 року у Львові)  — бард, сатирик, конферансьє, шоумен, режисер. За освітою — піаніст, закінчив консерваторію. Брав участь у 1980-х у театрі «Не журись!», хіт-параді «Студії Лева» (перший в історії українського шоу-бізнесу), у рок-фестивалях «Тарас Бульба», телепрограмі «Шухлядки пана Стефка», об'єднанні творчих діячів Львова «Гільдія галицьких гумористів» («Ги-ги-ги»), журнальному та телевізійному проекті «Шпіц» та інше.
Має трьох синів. Дружина — Леся.

## Біографія
- Навчався у ЛДМУ ім. Шашкевича. Закінчив по класу фортепіано з відзнакою і червоним дипломом у 1975 році.
- 1970 рік — заснував дискотеку у місті Рудно та в ДПІ.
- 1971 рік — Перший Кабарет у ЛДМУ. Джаз оркестр SBEND.
- 1972 рік — грав з гуртом з Косова /Станіславівщина/ «Гуцули».
- 1974 рік — заснував першу дискотеку у Косові.
- 1974 рік — написав шлягери «Зуби мої, зуби мої», «Орисю не журися», «Соломія», «Роксоляна», «Бюстонош», «Ой нема в мене грошей», «Гануся», «Коли Світ був Райом», «Всі дівки, то рибки», «Пане професоре змажте мі двійочку», «Львівська кава», «По Академічній», «гімн студентів Медінституту Ю Пі Я».
Написав мюзікл «Собака Баскервілів» та «Весілля у Малинівці»
- 1975 рік — перша поетична збірка.
- 1976 рік — студент ЛДК ім. Лисенка. Факультатив по акторській майстерності та режисурі у Нєміровського та Гая.
- 1978 рік — СТЕМ консерваторії. Рок опера «Ніч перед екзаменом», нова версія «Собака Баскервілі». СТЕМ медінституту.
- 1980 рік — ЛДФ у співпраці з МОСКОНЦЕРТ-головний концертмейстер заслуженої хорової капели «Трембіта».
- 1982 рік — рок-фолк група «Село і місто», кабарет «Шафа», ведучий українських концертів у Солоті.
- 1983 рік — спільно з Ю. Винничуком засновує театр «Не Журись» [Архівовано 19 жовтня 2012 у Wayback Machine.] /проблеми з владою/.
- 1985 рік — створює з Р. Солилом «Гільдію Галицьких Гумористів» та неформатну «МАГІС» /Малу Академію Гумору і Сатири/
- 1986 рік — художній керівник клубу ЛДУ ім. Ів. Франка. Створює СТЕМ ЛДУ. Групує студентство біля української нової ідеї. У 1987 році звільнений «за власним бажанням» з ЛДУ за внесення в студентські лави антидержавної пропаганди.
- 1987 рік — виїжджає у США. Період занепаду активності і проблеми з КДБ.
- 1988 рік — повертається в УРСР. Продовжує співпрацю з театром естради «Не Журись».
- 1988 рік — праця на ЦТ. Ведучий перших шоу програм «Нічне рандеву», «Яйце-райце». Нові шлягери на слова Ю.Винничука «Є такий Світ, де все навпаки», «Мила мила», «Танго», «Марамульки», «Махно», «Пташка», «Петлюра», «Тілько у Львові», «Вчора померла», «Блукав», «Місто булькало…», «Львівське пиво», та інші.
- 1989 рік — створює нову версію групи «Млин». Лауреат і володар «Гранд-прі» Першого міжнародного фестивалю Червона Рута 89". Створює фестиваль «Тарас Бульба» у Дубно та фестиваль «Оберіг» у Луцьку… спільно з місцевою елітою. Заснована перша українська нова радіостудія «Студія Лева.»
- 1990 рік — політичні концерти. Став членом Спілки Театральних Діячів СРСР. Авторські програми на телеканалі Міст — перша гумористична кабарет програма у телеефірі УРСР «Гоцки-кльоцки», перше ток-шоу «Пивнички пана Стефка», перша ігрова програма у телеефірі УРСР «Шуфлядки пана Стефка».
- 1991 рік — концертне турне по США, Англії, Німеччині, Канаді, Польщі, Франції, Україні.
- 1993 рік — народився Син Роман-Северин. Праця у Києві на СТБ ММЦ спільно з Маряною Чорною /повісили/ та Гією Гонгадзе /зник/. Звільняють з театру «Не Журись» за ініціативою директора О.Федоришина. Починається розпад театру.
- 1994 рік — з'явилась на ЦТ програма Люби Благодирь «З любов'ю до прем'єри», де був ведучим.
- 1995 рік — спільно з Ю. Винничуком створює «Кабарет Юрця і Стефця».
- 1996 рік — президент Гільдії Галицьких Гумористів. Кавалер ордену «Вінець», ректор МАГІС.
- 1999 рік — засновник ПАЦЬКАРТУ та перші презентації цього малярства. Народжується Син Юліан-Корнелій.
- 2000 рік — конфлікти з демократами…Без роботи і замовлень…Відмовляють у пропозиціях різних телепроєктів…Випадкові замовлення…Приватні уроки…
- 2002 рік — народжується Син Христіан-Корнелій. Знято скандальний фільм «СУ-27», про Скнилівську трагедію, падіння бойового літака на людей у Львові.

Заснував Літературно-Гумористичний Альманах Галицького Гумору «Шпіц».
Вперше надрукувався  — як письменник-гуморист у добірці Ю.Коха «Коралові Жмути Казусів».
- 2005 рік — виходить у видавництві «Гердан» альманах галгумору «Шпіц», як 1-ий том Енциклопедії галгумору, за підтримки політдіячів-бізнесменів п. І. Вовкуна та І. Грещука.
З'являється серія програм на 12-тому каналі ЛТБ «ТоБі Шпіц», за підтримки та продюсерством вищезгаданих людей.
- 2008 рік — виходить друга частина енциклопедії галгумору у стилі трактування викладу думок на папір «фіглімігльопис» під назвою «КпинТУЗ», за сприянням Ернеста Панічевського та фінансуванням п. О. Дениса. Це видання було визнане мовниками НАН України, та Інституту Українознавства ім. І. Крипякевича, зокрема Наталкою Хобзей, Ксенею Сімович, Тетяною Ястремською, Ганною Дидик-Меуш у науковій праці"Лексикон львівський".
- 2009 рік — написані наступні частини енциклопедії галгумору «Піплія», «Кумплі» та «Наука про науку».